# (99861) Tscharnuter
(99861) Tscharnuter (2002 OV24) es un asteroide del Cinturón de asteroides descubierto el 29 de julio de 2002 por S. F. Hönig en el programa NEAT a través de imágenes captadas por el observatorio Palomar.

## Designación y nombre
Designado provisionalmente como 2002 OV24. Fue nombrado en honor de Werner M. Tscharnuter (n. 1945) quien ha realizado importantes contribuciones a los campos de la formación estelar, los discos protoplanetarios, la dinámica estelar y los anillos de Saturno. También tiene interés en la mecánica celeste, en particular en lo que respecta a la evolución de la familia Koronis, a la que probablemente pertenece este planeta menor.

## Características orbitales
Tscharnuter está situado a una distancia media del Sol de 2,862 ua, pudiendo alejarse hasta 3,001 ua y acercarse hasta 2,722 ua. Su excentricidad es 0,049 y la inclinación orbital 3,249 grados. Emplea 1768,08 días en completar una órbita alrededor del Sol.
Pertenece a la familia de asteroides de (158) Koronis.

## Características físicas
La magnitud absoluta de Tscharnuter es 15,36.